# Principato dell'Alta Ungheria
Il Principato dell'Alta Ungheria (in ungherese: Felső-Magyarországi Fejedelemség; in turco: Orta Macar, letteralmente "Ungheria di mezzo") fu uno stato vassallo dell'Impero ottomano che ebbe breve vita e che fu governato dal magnate locale Imre Thököly. 
Il principato venne fondato il 19 novembre 1682 col giuramento di fedeltà di Imre Thököly al sultano e col pagamento annuale di 20.000 monete d'oro agli ottomani per poter mantenere la propria indipendenza formale. Nel 1685 Thököly venne sconfitto nella battaglia di Eperjes (attuale Prešov) e per di più venne imprigionato dai turchi che lo accusarono di aver trattato la sua resa con l'imperatore Leopoldo I del Sacro Romano Impero. Dopo questo fatto il principato, riconquistato dagli austriaci, venne definitivamente annesso al Regno d'Ungheria e cessò di esistere.